# Лубњевице
Лубњевице (пољ. Lubniewice) је град у Пољској у Војводству Лубушком у Повјату sulęciński. Према попису становништва из 2011. у граду је живело 2.001 становника.

## Становништво
Према прелиминарним подацима са пописа, у граду је 2011. живело 2.001 становника.
| 2002. | 2011. | 2012. |
| ----- | ----- | ----- |
| 1.932 | 2.001 | 2.064 |